# فریری، شیلی
فریری، شیلی (به اسپانیایی: Freire, Chile) یک سکونتگاه مسکونی در شیلی است که در استان کاتین واقع شده‌است.

## خصوصیات
فریری ۹۳۵٫۲ کیلومترمربع مساحت و ۲۱٬۸۹۰ نفر جمعیت دارد و ۸۸ متر بالاتر از سطح دریا واقع شده‌است.